# Wierch-Szurtan
Wierch-Szurtan (ros. Верх-Шуртан) – wieś (dieriewnia) w Rosji, w Kraju Permskim, w rejonie oktiabrskim. W 2010 liczyła 293 mieszkańców.